# Daniel Holbe

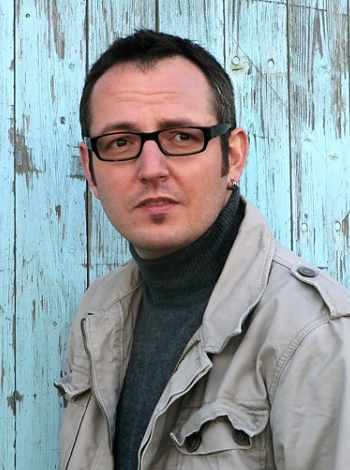
Daniel Holbe (2011)

Daniel Josef Holbe (* 7. April 1976 in Friedberg) ist ein deutscher Schriftsteller. Bekannt  wurde er durch seine Fortführung der Krimireihe um Julia Durant des verstorbenen Schriftstellers Andreas Franz.

## Leben
Daniel Holbe stammt aus dem Friedberger Stadtteil Ockstadt in der Wetterau, knapp 30 Kilometer nördlich von Frankfurt am Main. Seit 2018 lebt er mit seiner Familie in Ulrichstein im Hohen Vogelsberg.
Er besuchte die Sankt-Lioba-Schule in Bad Nauheim. Nach einer Ausbildung zum Kälteanlagenbauer und verschiedenen anderen Tätigkeiten studierte er Sozialarbeit an der Fachhochschule Frankfurt und arbeitete einige Jahre in diesem Berufsfeld.
Eigenen Angaben zufolge begann er das Schreiben im Jugendalter. Ein Frankreichurlaub bewog ihn dazu, einen kirchenhistorischen Roman zu schreiben, der 2009 bei Rütten & Loening erschien. 2011 übernahm Holbe den literarischen Nachlass von Andreas Franz und vollendete dessen Werk Todesmelodie, welches posthum erschien. Außerdem übernahm er in bisher elf weiteren Bänden die Fortführung der Krimireihe um die Frankfurter Hauptkommissarin Julia Durant, ein entsprechender Vertrag Holbes mit Droemer Knaur gilt bis 2026.
Holbe ist Mitglied in der Autorengemeinschaft Das Syndikat.

## Werke

### Kirchen-Thriller
Die Bücher bilden keine zusammenhängende Reihe. Gemeinsamkeiten sind allerdings die Thematik und der Handlungsort (Südfrankreich).
- Die Petrusmünze, Rütten & Loening, Berlin 2009, ISBN 978-3-352-00766-8
- Verschwörung in der Camargue, Droemer Knaur, München 2017, ISBN 978-3-426-45097-0 (gemeinsam mit Ben Tomasson)

### Kriminalromane

#### Julia-Durant-Reihe
Die Reihe besteht aus derzeit 23 Bänden. Gelistet sind an dieser Stelle nur die Bücher, an denen Holbe mitgewirkt (Todesmelodie) bzw. nach dem Tod von Andreas Franz 2011 geschrieben hat.
- Todesmelodie, Droemer Knaur, München 2012, ISBN 978-3-426-63944-3 (begonnen von Andreas Franz).
- Tödlicher Absturz, Droemer Knaur, München 2013, ISBN 978-3-426-51237-1.
- Teufelsbande, Droemer Knaur, München 2013, ISBN 978-3-426-51357-6.
- Die Hyäne, Droemer Knaur, München 2014, ISBN 978-3-426-51375-0.
- Der Fänger, Droemer Knaur, München 2016, ISBN 978-3-426-51649-2.
- Kalter Schnitt, Droemer Knaur, München 2017, ISBN 978-3-426-51650-8.
- Blutwette, Droemer Knaur, München 2018, ISBN 978-3-426-52084-0.
- Der Panther, Droemer Knaur, München 2019, ISBN 978-3-426-52085-7.
- Der Flüsterer, Droemer Knaur, München 2020, ISBN 978-3-426-52086-4.
- Julia Durant. Die junge Jägerin, Droemer Knaur, München 2021, ISBN 978-3-426-52592-0.
- Todesruf, Droemer Knaur, München 2022, ISBN 978-3-426-52593-7.
- Der doppelte Tod. Droemer Knaur, München 2023, ISBN 978-3-426-52594-4.
- Schwarze Dame. Droemer Knaur, München 2024, ISBN 978-3-426-52925-6.

#### Kaufmann/Angersbach-Reihe
- Giftspur, Droemer Knaur, München 2014, ISBN 978-3-426-51374-3
- Schwarzer Mann, Droemer Knaur, München 2015, ISBN 978-3-426-51648-5
- Sühnekreuz, Droemer Knaur, München 2019, ISBN 978-3-426-52203-5 (gemeinsam mit Ben Tomasson)
- Totengericht, Droemer Knaur, München 2020, ISBN 978-3-426-45096-3 (gemeinsam mit Ben Tomasson)
- Blutreigen, Droemer Knaur, München 2020, ISBN 978-3-426-45820-4 (gemeinsam mit Ben Tomasson)
- Strahlentod, Droemer Knaur, München 2021, ISBN 978-3-426-52590-6 (gemeinsam mit Ben Tomasson)
- Schlangengrube, Droemer Knaur, München 2022, ISBN 978-3-426-52591-3 (gemeinsam mit Ben Tomasson)
- Glutstrom, Droemer Knaur, München 2024, ISBN 978-3-426-52928-7 (gemeinsam mit Ben Tomasson)
- Totengold, Droemer Knaur, München 2025, ISBN 978-3-426-52929-4 (gemeinsam mit Ben Tomasson)

### Sachbücher
- Schulsozialarbeit als prekäres Handlungsfeld?, in Angelika Iser (Hrsg.): Schulsozialarbeit steuern: Vorschläge für eine Statistik zur Sozialen Arbeit an Schulen, Springer VS, Wiesbaden 2013, ISBN 978-3-658-01421-6
- Emotionale Grenzgänger: Zur Diagnose und Therapie der Borderline-Persönlichkeitsstörung BPS, Science Factory, 2013, ISBN 978-3-95687-053-8

### Kurzgeschichten
- Wer braucht schon Josef?, in Johannes Engelke (Hrsg.): Den nächsten, der „Frohe Weihnachten“ zu mir sagt, bringe ich um, Droemer Knaur, München 2013, ISBN 978-3-426-19986-2
- Sabine geht, Droemer Knaur, München 2013, ISBN 978-3-426-43229-7
- Ein Auge, ein Daumen, ein Ohr, in Teresa Pütz (Hrsg.): Stollen, Schnee und Sensenmann, Droemer Knaur, München 2014, ISBN 978-3-426-51609-6
- Bitter & zart, gemeinsam mit Ivonne Keller, in Petra Busch (Hrsg.): Törtchen-Mördchen, KBV-Verlag, Hillesheim 2015, ISBN 978-3-95441-260-0
- Eingesackt, in Emily Modick (Hrsg.): Türchen, Tod und Tannenbaum, Droemer Knaur, München 2015, ISBN 978-3-426-51815-1
- Neue Heimat Ockstadt, in Autorenclub Wetterau (Hrsg.): Unterwegs in der Wetterau – Eine literarische Spurensuche, PR, Medienservice und Verlag, Bad Nauheim 2017, ISBN 978-3-00-057039-1
- Und wenn die fünfte Kerze brennt..., in Laura Lichtenwalter (Hrsg.): Kerzen, Killer, Krippenspiel, Droemer Knaur, München 2017, ISBN 978-3-426-52163-2
- Wie Goethe seinen Kopf verlor, in Meddi Müller (Hrsg.): Ein Viertelstündchen Frankfurt, Charles Verlag, Frankfurt 2017, ISBN 978-3-940387-83-7
- Frankfurt an der Nidda, in Meddi Müller (Hrsg.): Ein Viertelstündchen Frankfurt 2, Charles Verlag, Frankfurt 2018, ISBN 978-3-940387-58-5
- Qualifizierte Zuwanderung, gemeinsam mit Ivonne Keller, in Meddi Müller (Hrsg.): Ein Viertelstündchen Frankfurt 3, Charles Verlag, Frankfurt 2019, ISBN 978-3-948486-00-6
- Wer bin ich?, in Sebastian Fitzek (Hrsg.): Identität 1142. 23 Quarantäne-Kurzkrimis, Droemer, München 2020, ISBN  978-3-426-28266-3
- Letale Dosis, in Rahel Schmidt (Hrsg.): Teelicht, Tatort, Tannenduft, Droemer Knaur, München 2023, ISBN 978-3-426-53039-9

### Kurz-Thriller
- Der Fleischer, Droemer Knaur, München 2021, ISBN 978-3-426-52738-2

### Als Hörbücher erschienen
(Sprecher in Klammern)
- Todesmelodie, 2012, (Julia Fischer), ISBN 978-3-86365-215-9.
- Tödlicher Absturz, 2013, (Julia Fischer), ISBN 978-3-86804-757-8.
- Teufelsbande, 2013, (Julia Fischer), ISBN 978-3-86804-318-1.
- Wer braucht schon Josef?, 2013, (Heiko Grauel)
- Giftspur, 2014, (Julia Fischer), ISBN 978-3-86804-807-0.
- Die Hyäne, 2014, (Julia Fischer), ISBN 978-3-86804-841-4.
- Ein Auge, ein Daumen, ein Ohr, 2014, (Olaf Pessler)
- Schwarzer Mann, 2015, (Herbert Schäfer), ISBN 978-3-95639-020-3.
- Der Fänger, 2016, (Julia Fischer), ISBN 978-3-95639-131-6.
- Die Petrusmünze, 2016, (Josef Vossenkuhl), ISBN 978-3-7466-3277-3.
- Kalter Schnitt, 2017, (Julia Fischer), ISBN 978-3-95639-233-7.
- Blutwette, 2018, (Julia Fischer), ISBN 978-3-96398-016-9.
- Sühnekreuz, 2019, (Julia Fischer), ISBN 978-3-96398-096-1.
- Der Panther, 2019, (Julia Fischer), ISBN 978-3-96398-081-7.
- Totengericht, 2020, (Wolfgang Wagner), ISBN 978-3-7324-5433-4.
- Der Flüsterer, 2020, (Julia Fischer), ISBN 978-3-8398-1795-7.
- Blutreigen, 2020, (Wolfgang Wagner), ISBN 978-3-7324-5446-4.
- Der Fleischer, 2021, (Tim Gössler), ISBN 978-3-95862-742-0.
- Julia Durant. Die junge Jägerin, 2021, (Julia Fischer), ISBN 978-3-8398-1855-8.
- Blutreigen, 2021, (Wolfgang Wagner), ISBN 978-3-7324-5446-4.
- Strahlentod, 2021, (Wolfgang Wagner), ISBN 978-3-7324-5624-6.
- Schlangengrube, 2022, (Wolfgang Wagner), ISBN 978-3-7324-5961-2.
- Todesruf. 2022, (Julia Fischer), ISBN 978-3-8398-1948-7.